# Kroatiskt flätmönster

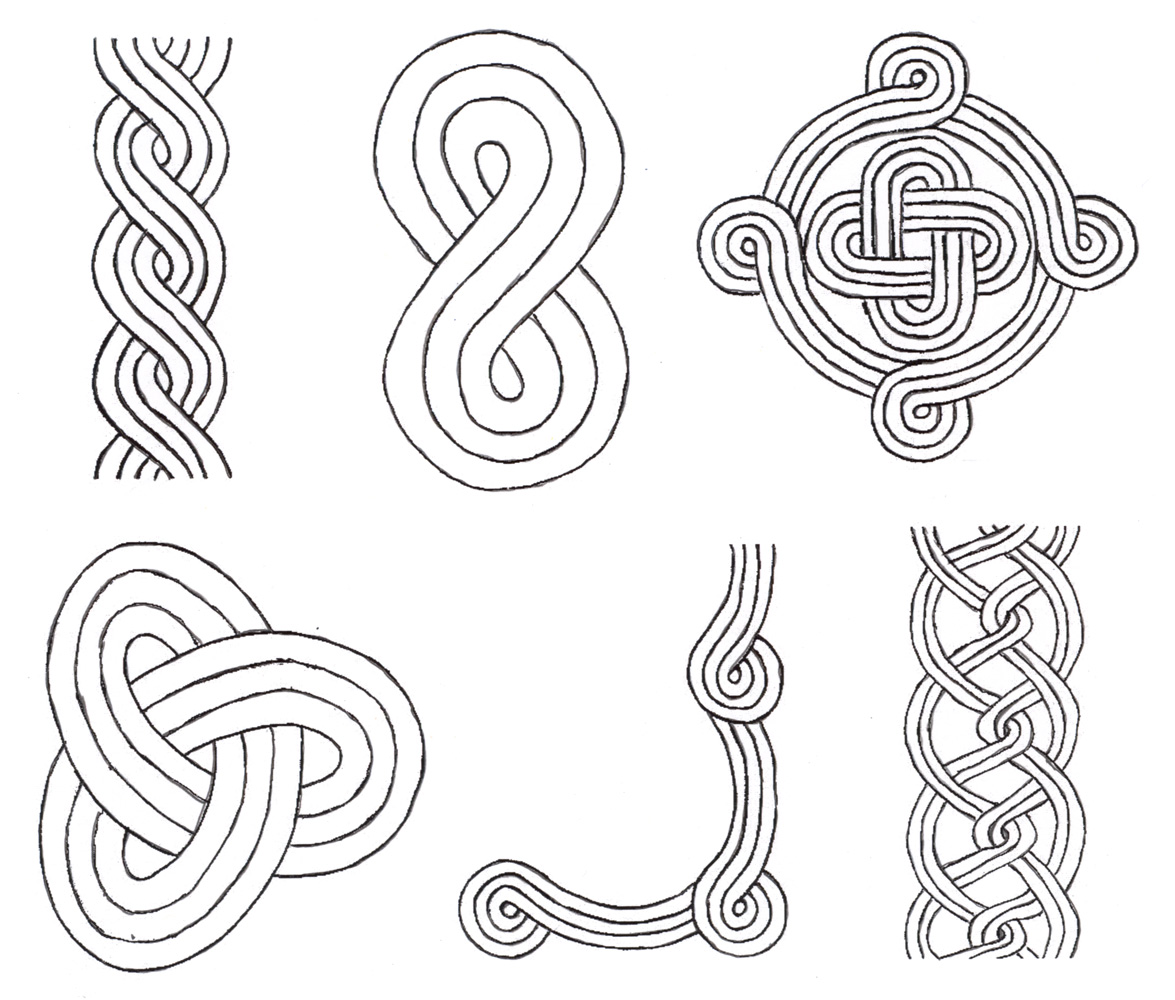
Kroatiskt flätmönster i olika utföranden.

Kroatiskt flätmönster (kroatiska: (Hrvatski) pleter eller troplet) är ett ornamentalt mönster. Det är ett av de mest använda mönstren i den förromanska kroatiska konsten och återfinns i bland annat kyrkor och kloster uppförda i det medeltida kroatiska kungariket under 800-1100-talet. 
Det kroatiska flätmönstret är ett karaktäristiskt tre-bands-mönster som i vissa fall innefattar avbildningar av djur och växter med läkande egenskaper. De mest framträdande exemplen av mönstret som hittats är Baškatavlan och furst Branimirs inskription. De allra flesta arkeologiska fyndigheterna har hittats längs den adriatiska kusten, i Knin och i närheten av Zadar, Split och Solin. Fyndigheter har även påträffats i Lobor norr om Zagreb och Ilok i östligaste Kroatien.
Mönstret används idag i olika sammanhang. Det ingår bland annat i den Kroatiska försvarsmaktens symbol. 

## Bildgalleri

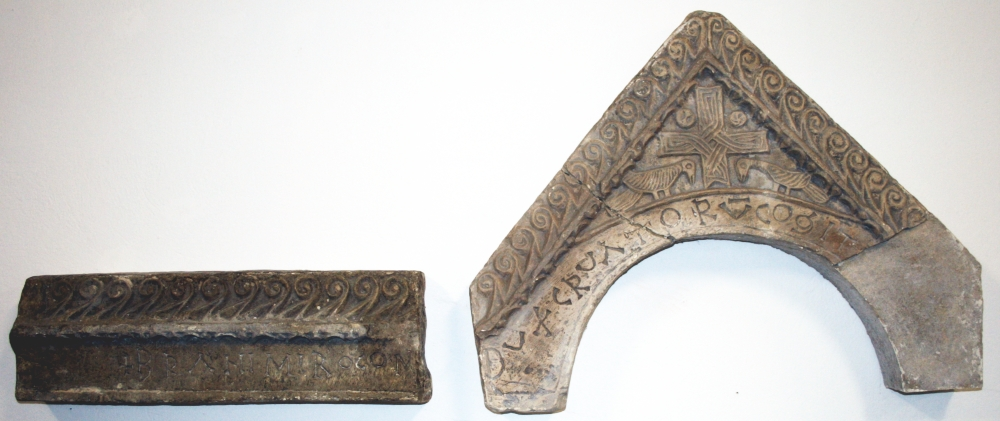
Furst Branimirs inskription
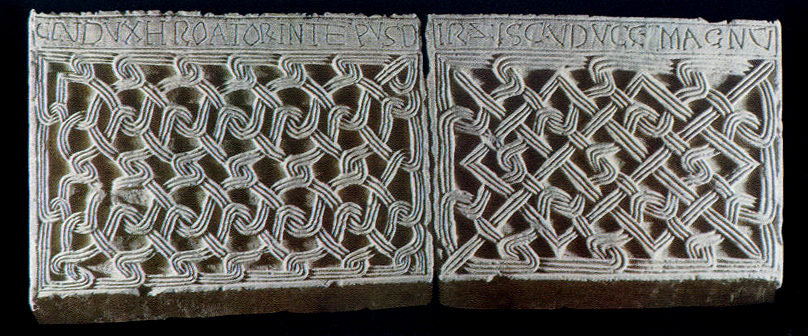
Kung Stjepan Držislavs inskription
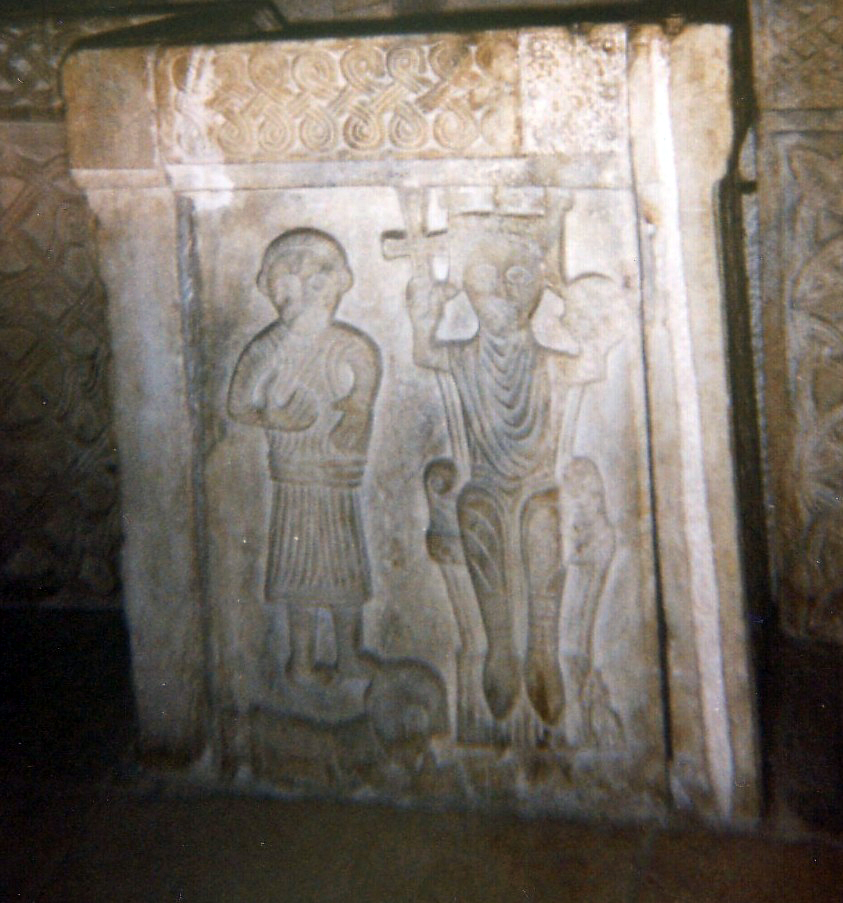
Krön från 1100-talet
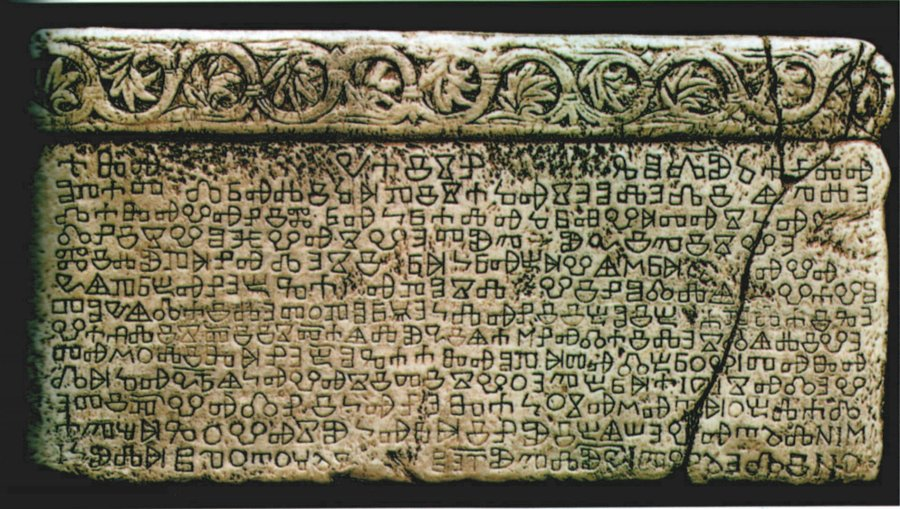
Baškatavlan
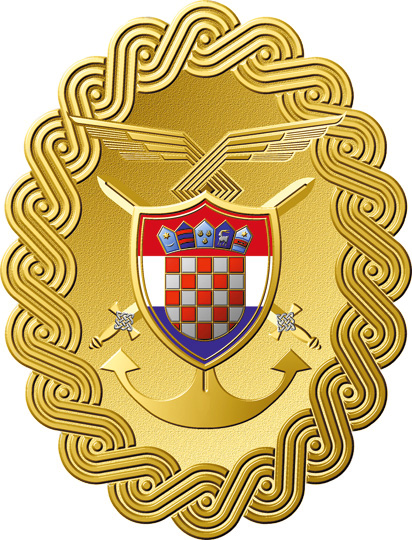
Kroatiska försvarsmaktens symbol

### Fotnoter
1. ↑  RivaOn.hr - HINA Arkiverad 15 juli 2011 hämtat från the Wayback Machine. (kroatiska)